# Lichtegg bei Knappenberg
Lichtegg bei Knappenberg este o arie protejată (sit de importanță comunitară — SCI) din Austria întinsă pe o suprafață de 3 ha, integral pe uscat.

## Localizare
Centrul sitului Lichtegg bei Knappenberg este situat la coordonatele 46°55′43″N 14°33′38″E / 46.9287°N 14.5606°E.

## Înființare
Situl Lichtegg bei Knappenberg a fost declarat sit de importanță comunitară în aprilie 2016 pentru a proteja 1 specie de plante.

## Biodiversitate
Situată în ecoregiunea alpină, aria protejată nu include niciun habitat protejat.
La baza desemnării sitului se află o specie protejată de  plante: Asplenium adulterinum.